# Buick Encore GX
Buick Encore GX ― це субкомпактний кросовер, який виробляється компанією General Motors з 2019 року. 
Як і менший Encore та споріднений Chevrolet Trailblazer, Encore GX виробляється на заводі GM в Кореї. У Китаї його виробляє спільне підприємство SAIC-GM.

## Огляд

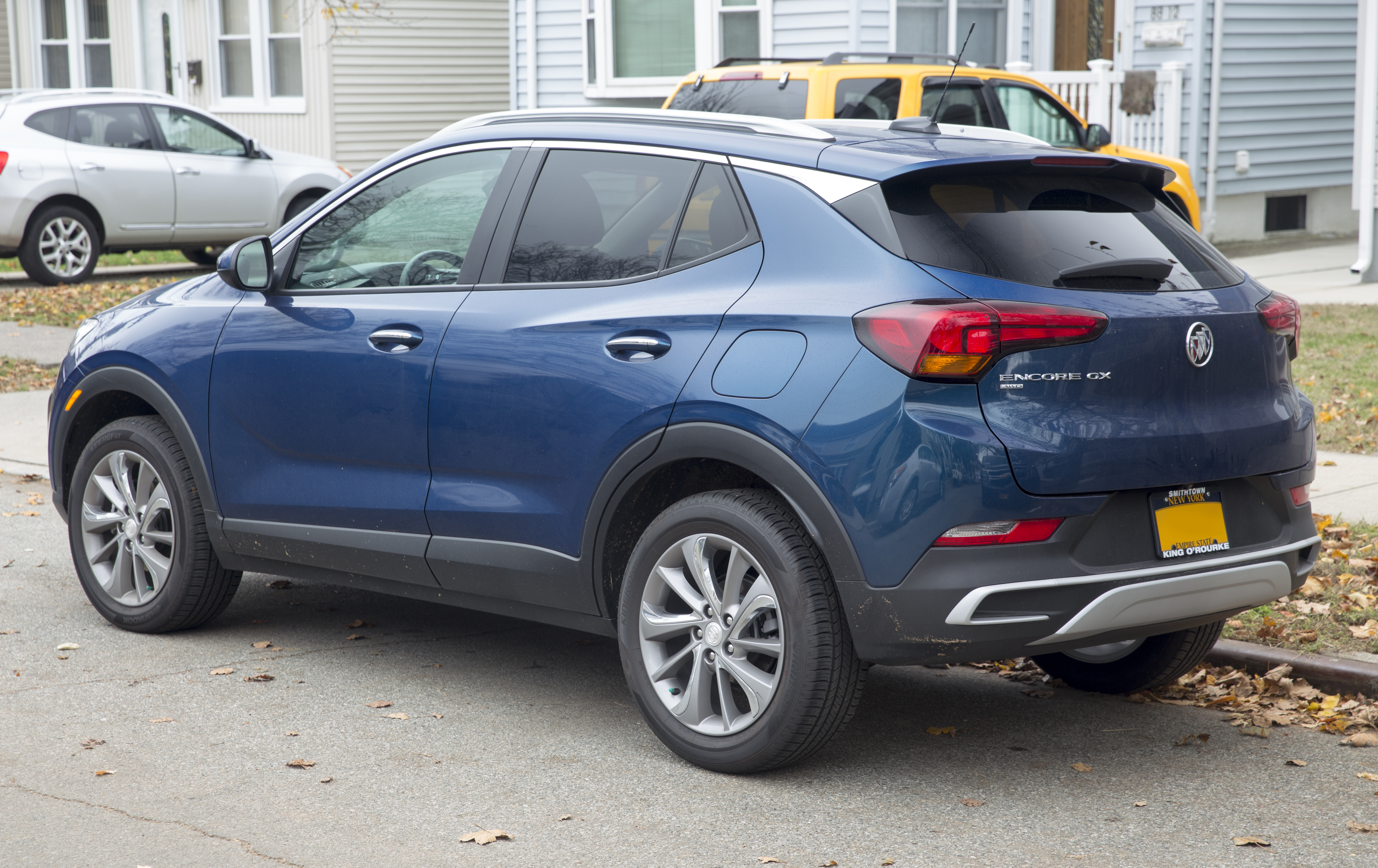

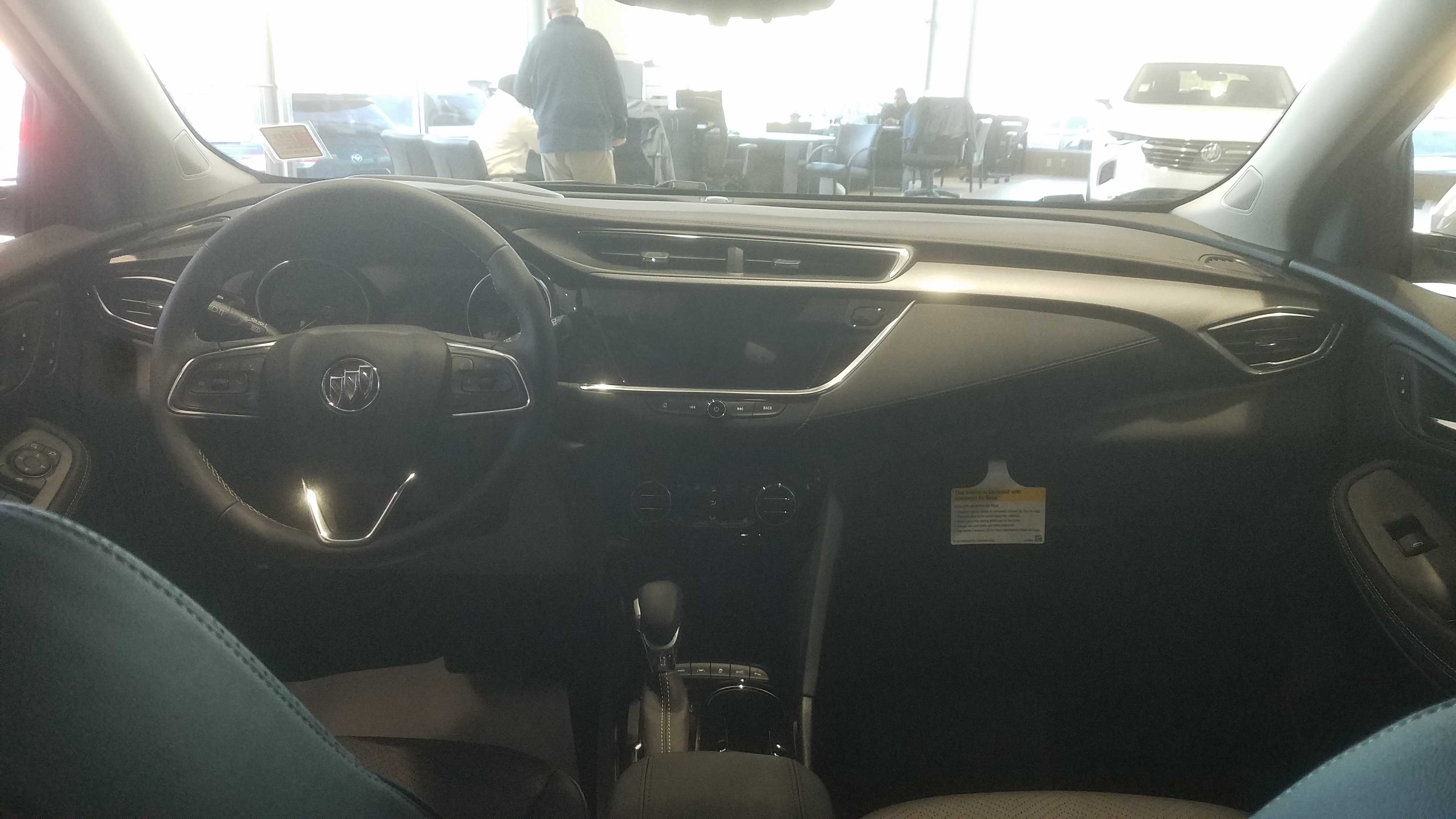

Encore GX був представлений разом з другим поколінням Encore на Шанхайському автосалоні 2019 року. Він розділяє платформу VSS-F з новим кросовером Chevrolet Trailblazer. За розмірами Encore GX відноситься до субкомпакт-плюс, розташовуючись між субкомпактним Encore і компактним Envision.
Після зняття з виробництва меншої моделі Encore, Encore GX був пропозицією початкового рівня від Buick, до появи більшої, але менш дорогої моделі Envista.

## Ринки

### Північна Америка
У Північній Америці Encore GX був представлений на автосалоні в Лос-Анджелесі в листопаді 2019 року, а дебют відбувся на початку 2020 року для 2020 модельного року. Він позиціонується між меншим Buick Encore і середньорозмірним Buick Envision, але не замінює Encore на північноамериканському ринку. Encore GX включає кілька стандартних систем безпеки, таких як автоматичне екстрене гальмування, попередження про фронтальне зіткнення та попередження про виїзд зі смуги руху.
Encore GX був запущений у трьох комплектаціях: Preferred, Select та Essence. Він також отримав пакет Sport Touring, який додає візуальні покращення, такі як спеціальна решітка радіатора з червоними акцентами, спортивні передній та задній бампери з червоними акцентами, молдинги в колір кузова та ексклюзивні 18-дюймові колісні диски, але без жодних механічних оновлень.
У Мексиці Encore GX з'явився у лютому 2020 року і продається просто як Encore. Він пропонується у комплектаціях Convenience, Leather та Sport Touring. Єдиним доступним двигуном є 1,3-літровий турбований I3. Encore GX замінює оригінальний Encore в Мексиці, на відміну від США та Канади, де доступні обидві моделі.

### Оновлення 2023 року

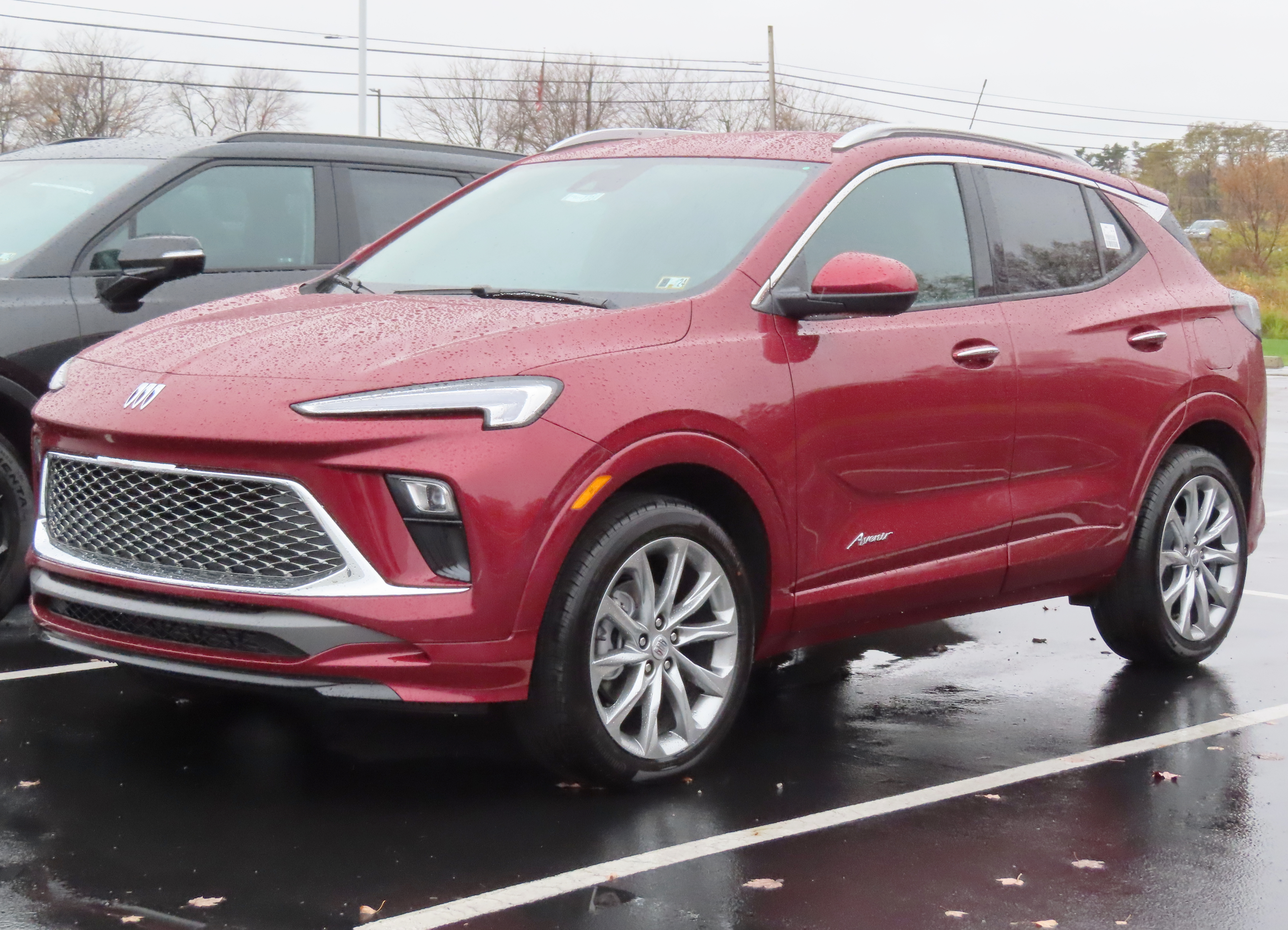
2024 Buick Encore GX

У 2023 році Buick представив оновлений Encore GX 2024 модельного року. 
Він перейняв нову філософію чистого дизайну та корпоративну емблему Buick. З фейсліфтингом 2024 року змінилися рівні комплектації: базова Preferred, ST середнього рівня та орієнтована на розкіш Avenir.

### Китай
18 серпня 2023 року Buick представив оновлений Encore для китайського ринку. Оновлення принесло нову лінійку силових агрегатів, а також зміну назви з Encore GX на Encore Plus. Encore Plus отримав новий 1,5-літровий чотирициліндровий двигун з турбонаддувом. У салоні Encore Plus отримав специфічну для китайського ринку систему віртуальної кабіни, що складається з двох 10,5-дюймових дисплеїв без фізичних ручок і кнопок, а також нову коричневу оббивку сидінь.

## Силова установка
Доступні два двигуни. Перший, 1,2-літровий 3-циліндровий двигун з турбонаддувом потужністю 137 к.с. (102 кВт) і крутним моментом 220 Н⋅м, є стандартним для передньопривідних моделей з CVT. Другий - 1,3-літровий 3-циліндровий двигун з турбонаддувом потужністю 155 к.с. (116 кВт) та 236 Н⋅м крутного моменту - є стандартним для повнопривідних моделей з 9-ступінчастою автоматичною коробкою передач. Він також доступний у комплектаціях Select та Essence з переднім приводом та CVT. У Китаї доступний лише 1,3-літровий двигун, з можливістю вибору між переднім та повним приводом і більшою потужністю 162 к.с. (121 кВт) та 240 Н⋅м крутного моменту.
Хоча нові двигуни I3 доступні в декількох моделях GM в Китаї, це перші трициліндрові двигуни в автомобілях GM в Північній Америці з часів Chevrolet Metro 2000 року.